# Hainewalde
Hainewalde è un villaggio del sud-est della Sassonia, in Germania, nel Circondario di Görlitz vicino al confine a forma di triangolo tra Germania, Polonia e Repubblica Ceca.

## Monumenti e luoghi d'interesse
- la chiesa
- castello nuovo del Hainewalde
- castello (nell'immagine)
- cripta barocca della famiglia Kanitz-Kyaw

## Galleria d'immagini

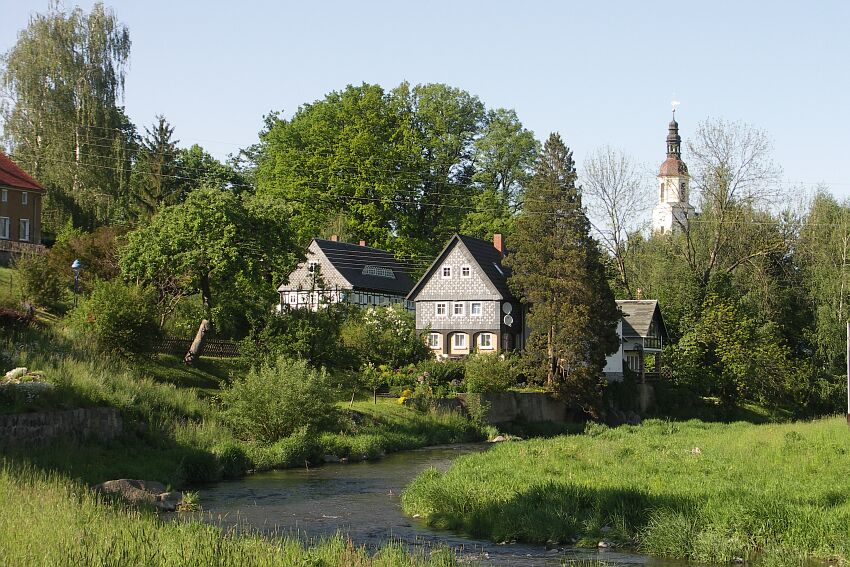
Hainewalde
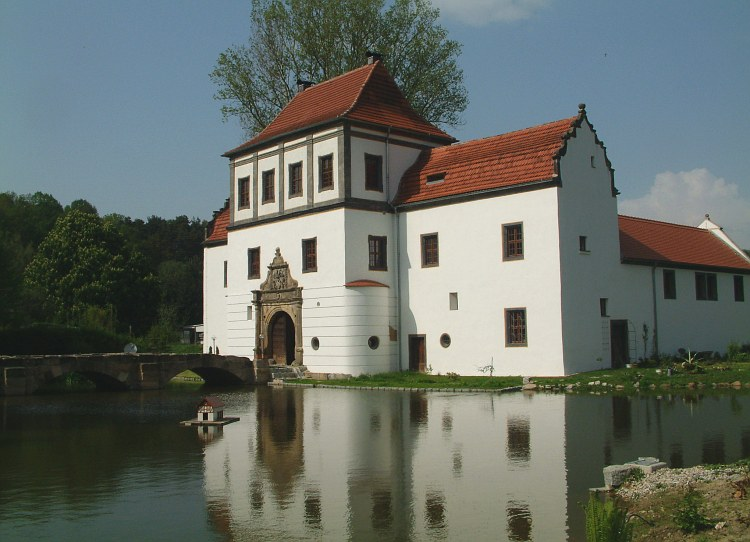
castello